# مطار يويانغ
مطار يويانغ (بالإنجليزية: Yueyang Airport)‏ و(بالصينية: 岳阳机场) مطار عام يقع بمدينة يوييانغ في هونان في الصين. يبلغ طول المدرج 2600 م . تمت الموافقة على بنائه من قبل مجلس الدولة الصيني واللجنة العسكرية المركزية في 31 يوليو 2013. وافتتح المطار في 26 ديسمبر 2018.

## شركات الطيران والوجهات
| شركـات طيـران         | الوجهات |
| --------------------- | --- |
| 9 Air                 | مطار قوانغتشو باييون الدولي |
| Chengdu Airlines      | مطار تشنغدو شوانغليو الدولي، مطار جينغديو الجديد، مطار قوييانغ لونغدونغابو الدولي، مطار جييانغ شاوشان، مطار نينغبو ليش الدولي، مطار غينغادو جياودونغ الدولي، مطار جينجيانغ تشيوانتشو، مطار شانغهاي هونغكياو الدولي، مطار تايتشو وقياو، مطار تشانغجياجيه هيهوا |
| China United Airlines | مطار اوردوس إيجين هورو |
| Chongqing Airlines    | مطار تشونغتشينغ جيانغبى الدولي، مطار شيامن قاوتشي الدولي |
| خطوط هاينان الجوية    | مطار بكين العاصمة الدولي، مطار سانيا فينيكس الدولية |
| خطوط جونياو الجوية    | مطار هانغتشو شياوشان الدولي، مطار هويزهو، مطار كونمينغ جانغشوي الدولي، مطار شانغهاي بودنغ الدولي، مطار تاييوان وسو الدولي، Zhanjiang |
| طيران لونج            | مطار تشونغتشينغ جيانغبى الدولي، مطار ونزهو يونجقيانج الدولي |
| سبرينغ (شركة طيران)   | مطار جينان الدولي، مطار شينزين باوان الدولي |

## وصلات خارجية
- http://www.flightstats.com/go/Airport/airportDetails.do?airportCode=